# Acanthocephalus minor
Acanthocephalus minor är en hakmaskart som beskrevs av Yamaguti 1935. Acanthocephalus minor ingår i släktet Acanthocephalus och familjen Echinorhynchidae. Inga underarter finns listade i Catalogue of Life.